# Алвин и чипоносковците (филмова поредица)
Измислената анимационна певческа група Алвин и чипоносковците, създаден от Рос Багдасарян, се появи в четири игрални филма от дебюта си.

## Филми

### Алвин и чипоносковците (2007)
Във ферма за дървета трима музикално наклонени бурундуци, Алвин (Джъстин Лонг), пакостливият смутител, Саймън (Матю Грей Гублер), умният от триото, и Теодор (Джеси Маккартни), пълничкият сладък бурундук, намират своето дърво отсечено и се транспортират до Лос Анджелис. Веднъж там се срещат с разочарован текстописец Дейвид Севиля (Джейсън Лий) и въпреки лошото първо домашно впечатление, те го впечатляват със своя певчески талант. Виждайки възможността за успех, както хората, така и катеричките сключват договор за тях да пеят песните му. Докато тази амбиция доказва разочароваща борба с трудното трио, мечтата все пак се сбъдва. Този успех обаче представя собствени изпитания, тъй като техният безскрупулен изпълнител, Ян Хоук (Дейвид Крос), планира да разбие това семейство, за да експлоатира момчетата. Могат ли Дейв и Бурундуците да открият какво наистина ценят сред повърхностния блясък около тях?

### Алвин и чипоносковците 2 (2009)
Поп сензациите Алвин (Джъстин Лонг), Саймън (Матю Грей Гюблер) и Теодор (Джеси Маккартни) се оказват в грижите на двадесет и нещо братовчеда на Тоби (Закари Леви) на Дейв Севиля (Джейсън Лий). Момчетата трябва да оставят настрана музикалната суперзвезда, за да се върнат в училище, и са натоварени да спасят музикалната програма на училището, като спечелят наградата от 25 000 долара в битка на групите. Но бурундуците неочаквано срещат мача си в три пеещи бурундуци, известни като The Chipettes - Бретан (Кристина Епългейт), Жанет (Анна Фарис) и Елинор (Ейми Полер). Романтични и музикални искри се запалват, когато Катеричките и Чипетите се изравняват.

### Алвин и чипоносковците 3: Чипо-Крушение (2011)
Дейв (Джейсън Лий), Чипунките и Чипетите се наслаждават на забавления и пакости на луксозен круиз, преди морската им ваканция да предприеме неочакван отклонение към неизследван остров. Сега, колкото по-трудно Алвин (Джъстин Лонг) и приятели търсят път обратно към цивилизацията, толкова по-очевидно става, че те не са сами в този уединен островен рай.

### Алвин и Чипоносковците: Голямото чипоключение (2015)
Чрез поредица от недоразумения Алвин (Джъстин Лонг), Саймън (Матю Грей Гублер) и Теодор (Джеси Маккартни) вярват, че Дейв (Джейсън Лий) ще предложи брак на новата си приятелка в Маями ... и ще ги зареже. Те имат три дни, за да стигнат до него и да спрат предложението, спасявайки се не само от загубата на Дейв, но и евентуално от спечелването на ужасен доведен брат.

## външни връзки
Официален сайт